# 都幾川町
都幾川町（日语：／ Tokigawa machi */?）是日本埼玉縣中部的町，人口約1万3千人。都幾川町於2006年2月1日由比企郡玉川村與都幾川村合併而成。町名來自於流過兩村內的都幾川。

## 交通

### 鐵路
東日本旅客鐵道
- 八高線：明覺站